# Chardon à petits capitules
Carduus tenuiflorus
Espèce
Classification phylogénétique
Le chardon à petits capitules (Carduus tenuiflorus) est une espèce de plante à fleurs de la famille des Asteraceae.

## Description
Les fleurs sont roses, les capitules sont serrés les uns contre les autres.

## Caractéristiques
- Organes reproducteurs
  - Couleur dominante des fleurs : rose
  - Période de floraison : juin-juillet
  - Inflorescence : racème de capitules
  - Sexualité : hermaphrodite
  - Ordre de maturation :
  - Pollinisation : entomogame, autogame
- Graine
  - Fruit : akène
  - Dissémination : anémochore
- Habitat et répartition
  - Habitat type : friches annuelles, nitrophiles, thermophiles, estivales, xérophiles
  - Aire de répartition : européen méridional

## Références externes

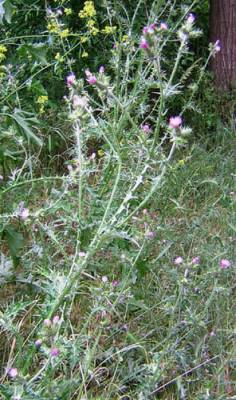
Carduus tenuiflorus.